# Alesso
Alesso, de son vrai nom Alessandro Lindblad (né le 7 juillet 1991 à Stockholm), est un disc jockey et producteur suédois de musique électronique. Principalement axé house progressive, Alesso se fait connaître avec des productions et remixes de titres pour Avicii, Swedish House Mafia, Tiësto, Sander van Doorn, Kaskade ainsi que d'autres DJs. Son remix de Pressure, une chanson de la chanteuse libyenne Nadia Ali permet de relancer les ventes par rapport à la version originale, et devient finalement la version officielle. En 2012, il rencontre un succès plus grand avec le titre Calling (Lose My Mind) qui lui permet d'avoir accès à une notoriété beaucoup plus importante et d'entrer à la 20e place du classement DJ Mag.
Durant l'été, lors d'une soirée à Ibiza, il fait découvrir son nouveau single en collaboration avec Calvin Harris et Theo Hutchcraft du groupe britannique Hurts, Under Control. En 2014, Alesso atteint 2,5 millions de fans sur sa page Facebook. En juillet, il sort Tear the Roof Up, chanson qu'il dévoile lors de son introduction à l'Ultra Music Festival de Miami quelques mois plus tôt. Il dévoile aussi deux nouveaux titres, Sweet Escape en featuring avec Sirena, Scars en featuring avec Ryan Tedder. Il dévoile aussi un autre titre lors de la 10e édition de Tomorrowland, Heroes en featuring avec Tove Lo, qui sortira quelques mois plus tard.
En février 2015, Alesso annonce la sortie d'un nouveau single Cool, qu'il n'avait pas dévoilé auparavant. Ce single est en fait composé d'un sample de la chanson de Kylie Minogue Get Outta My Way qu'il retravaille en ajoutant des synthétiseurs et autres effets, afin de créer un nouveau morceau.

## Biographie

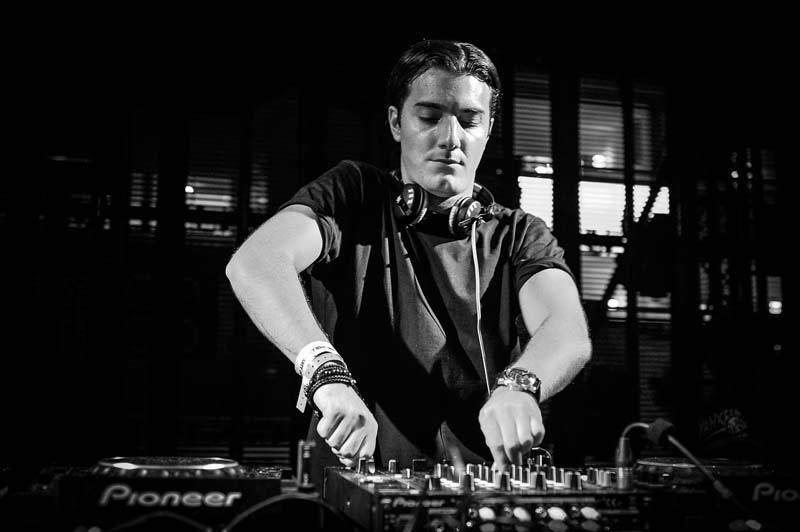
Live au Ushuaia, Ibiza, en 2013.

Lindblad est né à Stockholm, en Suède, et possède des racines italiennes. Il joue du piano à l'âge de sept ans mais s'intéresse finalement à la musique dance à seize ans. Il décide alors de « vivre de la musique ». Alesso se popularise aux côtés d'autres artistes de l'industrie musicale comme Avicii, David Guetta, Erick Morillo, Groove Armada, avec la publication de son EP Alesso EP en 2010. Au début de 2011, Sebastian Ingrosso de la Swedish House Mafia contacte Alesso et lui demande de collaborer. Ingrosso devient son mentor, et lui enseigne le DJing ou l'aide à la production de ses chansons ; depuis, Alesso le considère comme un « grand frère ». À peine devenu DJ en 2011, Alesso atteint pour la première fois le classement du DJ Magazine à la 70e place.
L'une des premières chansons produites par Alesso avec Sebastian Ingrosso s'intitule Calling, en 2011, qui atteint la deuxième place des ventes sur Beatport. La chanson sera plus tard renommée Calling (Lose My Mind) et sera éditée par Ryan Tedder. Le remix d'Alesso du titre Pressure de Nadia Ali atteint la première place de The Hype Machine et devient l'une des chansons de dance les plus jouées en 2011. Depuis, sa popularité ne cesse de s'accroitre. La chaine de télévision américaine MTV le nomme « artiste à surveiller » en 2012, et la radio anglaise BBC Radio 1 récompense le titre Calling, en collaboration avec Ingrosso, comme la meilleure chanson de l'année pour la radio. Il joue devant une foule de 60 000 personnes aux Creamfields, et accompagne Madonna lors de sa tournée MDNA World Tour en Europe. À la fin de 2012, Alesso fait paraître un autre mix original du titre Years avec Matthew Koma qui le chantera au Royaume-Uni. Il atteint également la 20e place du classement DJ Mag en 2012.
En 2013, Alesso joue dans de nombreux festivals incluant Coachella, Electric Daisy Carnival, Ultra Music Festival, et Tomorrowland. Il fait paraître un remix du titre des OneRepublic, If I Lose Myself, qui atteint le million d'écoutes sur SoundCloud en un temps record. Lors d'une collaboration avec Calvin Harris et Hurts, Alesso fait paraître Under Control qui atteint 88 millions d'écoutes. En 2013, il atteint la treizième place des top 100 DJs.

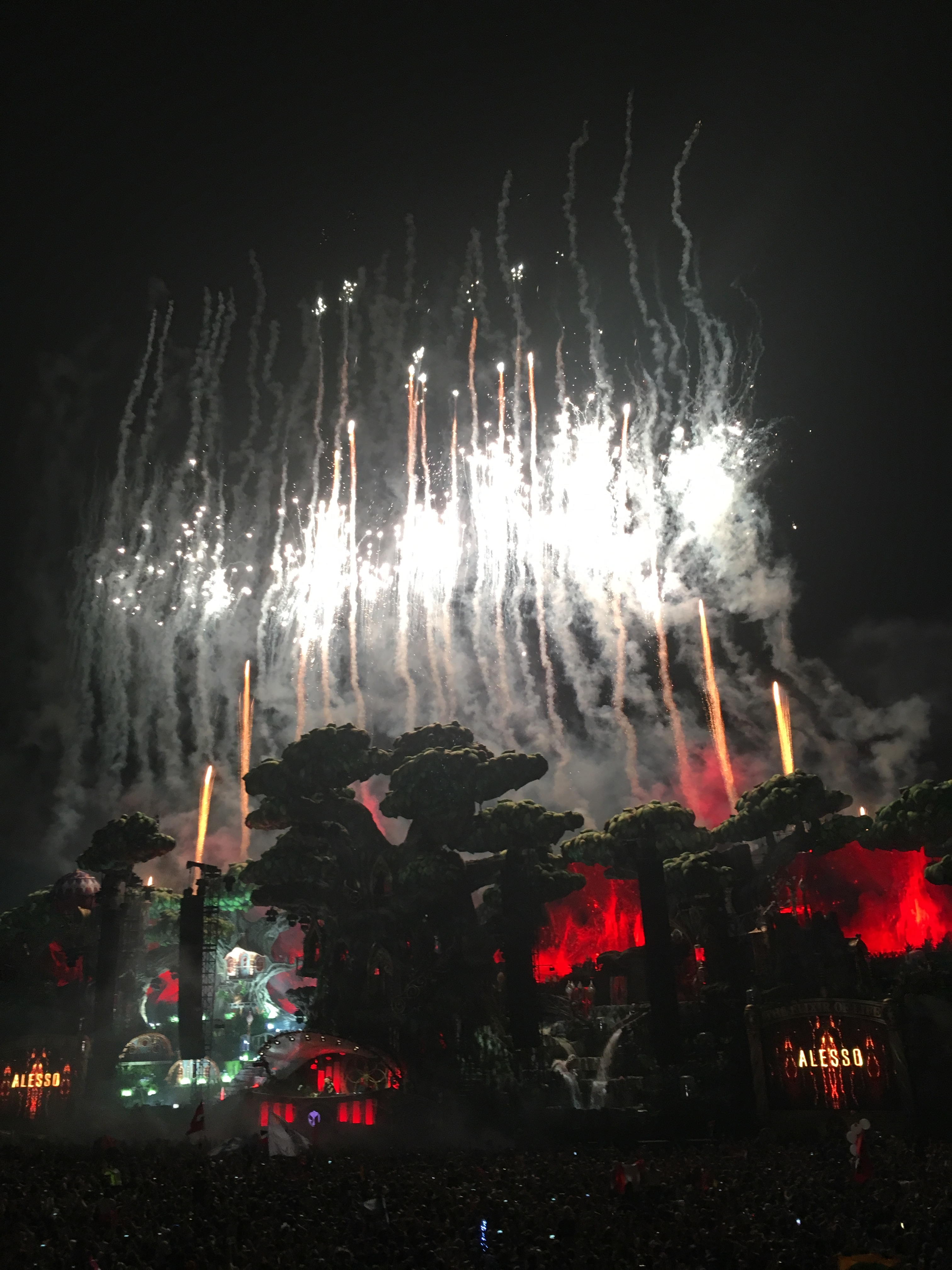
Alesso à Tomorrowland (Belgique), sur la scène principale, le 23 juillet 2016.

En juillet 2014, Alesso signe avec Def Jam Recordings, et devient ainsi le second producteur EDM à signer au label (après Afrojack). Il se lance avec la chanson Tear the Roof Up, nommée « Future Exclusive » par Zane Lowe. Le clip Tear the Roof Up est exclusivement publiée via SnapChat en septembre 2014. Alesso joue lors de sa tournée Heroes Tour, tournée nommée d'après son single Heroes (We Could Be) avec Tove Lo. Pendant la tournée, Alesso s'allie avec Chime for Change, une œuvre caritative qui cherche à « améliorer la vie des femmes à travers le monde. » L'implication d'Alesso permet de récolter 50 000 $ de dons en octobre 2014. Vers cette époque, il s'éloigne de son parrain Sebastian Ingrosso et des autres DJ suédois : « Nous avons pris des chemins différents. […] Je ne me sens plus du tout lié à eux maintenant. […] les collaborations entre les DJ's suédois ne sont plus d'actualité. »
Son premier album studio sort au début de 2015 et prévoit l'inclusion des titres Heroes (We Could Be) et Tear the Roof Up ou l'ancien morceau baptisé Collioure et remis au gout du jour sur l'album par la voix de John Martin (en). Le single Heroes (We Could Be) est officiellement publié le 14 décembre 2014 et devient un tube. En parallèle, son album rencontre un succès commercial.
En février 2015, Alesso annonce la sortie d'un nouveau single Cool (en). Ce single est en fait composé d'un sample de la chanson de Kylie Minogue Get Outta My Way qu'il retravaille. En mai, le titre atteint sa meilleure place des hit-parades en se classant second au Dance Club Songs américain du Billboard. La même année, il devient tête d'affiche de nombreux événements : il participe à l'Electrobeach Music Festival, Tomorrowland sur la scène principale belge, à Coachella où il vient avec plusieurs nouveautés et invite le chanteur Ryan Tedder, ainsi qu'à l'Electric Zoo,. Sans jamais appeler à voter pour lui, il gagne malgré tout deux places et il termine treizième au classement des « DJ plus populaires 2015 » de DJ Magazine.

## Dans la culture
Dans l'un des braquages du jeu vidéo Payday 2, les joueurs percent un coffre lors d'un concert d'Alesso. Le braquage, appelé The Alesso Heist, sort le 21 mai 2015. Les morceaux jouées lors du concert sont Payday et Profondo.

## Discographie

### Albums studio
| Titre   | Détails                                                                 | Positions | Positions | Positions | Positions | Positions | Positions | Positions | Positions | Positions |
| Titre   | Détails                                                                 | SUE       | AUS       | AUT       | BEL (FL)  | BEL (WAL) | É-U       | P-B       | R-U       | SUI       |
| ------- | ----------------------------------------------------------------------- | --------- | --------- | --------- | --------- | --------- | --------- | --------- | --------- | --------- |
| Forever | - Sortie : 22 mai 2015 - Label : Def Jam - Formats : CD, téléchargement | 4         | 41        | 69        | 43        | 78        | 30        | 54        | 24        | 42        |

### Singles
| Titre                                                                            | Années | Positions | Positions | Positions | Positions | Positions | Positions | Positions | Positions | Positions | Positions | Positions | Certifications | Album              |
| Titre                                                                            | Années | SUE       | ALL       | AUS       | AUT       | BEL (FL)  | BEL (WAL) | DAN       | FRA       | P-B       | R-U       | SUI       | Certifications | Album              |
| -------------------------------------------------------------------------------- | ------ | --------- | --------- | --------- | --------- | --------- | --------- | --------- | --------- | --------- | --------- | --------- | --- | ------------------ |
| Raise Your Head                                                                  | 2011   | —         | —         | —         | —         | —         | —         | —         | —         | —         | —         | —         | |                    |
| Calling (avec Sebastian Ingrosso)                                                | 2011   | 18        | —         | —         | —         | —         | —         | —         | 136       | 58        | —         | —         | |                    |
| Calling (Lose My Mind) (avec Sebastian Ingrosso featuring Ryan Tedder)           | 2012   | —         | —         | —         | —         | —         | —         | —         | —         | —         | 19        | 71        | - GLF: 3× Platine - FIMI: Or - IFPI DEN: Or                                                                                         | Until Now          |
| Years (featuring Matthew Koma)                                                   | 2012   | 24        | —         | —         | —         | —         | —         | —         | 163       | 86        | —         | —         | - GLF: 2× Platine |                    |
| If I Lose Myself (vs. OneRepublic)                                               | 2013   | —         | —         | —         | —         | —         | —         | —         | —         | 89        | —         | —         | - GLF: 4× Platine - ARIA: Platine - BPI: Or                                                                                         | Forever / Native   |
| City of Dreams (avec Dirty South featuring Ruben Haze)                           | 2013   | —         | —         | —         | —         | —         | —         | —         | —         | —         | —         | —         | |                    |
| Under Control (avec Calvin Harris featuring Hurts)                               | 2013   | 8         | 24        | 17        | 21        | 42        | —         | 28        | 55        | 59        | 1         | 34        | - GLF: 2× Platine - ARIA: Platine - BPI: Platine - BVMI: Or - FIMI: Platine - IFPI DEN: Platine - IFPI SWI: Or                      | Forever / Motion   |
| Tear the Roof Up                                                                 | 2014   | —         | —         | —         | —         | —         | —         | —         | —         | —         | —         | —         | | Forever            |
| Heroes (We Could Be) (featuring Tove Lo)                                         | 2014   | 5         | 71        | 11        | 41        | 28        | 34        | 26        | 44        | 18        | 6         | 47        | - GLF: 4× Platine - ARIA: Platine - BPI: Platine - FIMI: Platine - IFPI DEN: Platine - MC: Gold - RIAA: Platine - RMNZ: Or          | Forever            |
| Cool (featuring Roy English)                                                     | 2015   | 59        | —         | —         | —         | —         | —         | —         | —         | —         | 10        | —         | - GLF: Platine - BPI: Argent | Forever            |
| Sweet Escape (featuring Sirena)                                                  | 2015   | 87        | —         | —         | —         | —         | —         | —         | —         | —         | —         | —         | | Forever            |
| This Summer (vs. Maroon 5)                                                       | 2015   | —         | —         | —         | —         | —         | —         | —         | —         | —         | —         | —         | |                    |
| Anthem                                                                           | 2016   | —         | —         | —         | —         | —         | —         | —         | —         | —         | —         | —         | |                    |
| I Wanna Know (featuring Nico & Vinz)                                             | 2016   | 25        | —         | —         | —         | —         | —         | —         | —         | —         | —         | —         | - GLF: 2× Platine - FIMI: Platine                                                                                                   |                    |
| Take My Breath Away                                                              | 2016   | 56        | —         | —         | —         | —         | —         | —         | —         | —         | —         | —         | |                    |
| Falling                                                                          | 2017   | 50        | —         | —         | —         | —         | —         | —         | —         | —         | 72        | —         | |                    |
| Move Like That                                                                   | 2017   | —         | —         | —         | —         | —         | —         | —         | —         | —         | —         | —         | |                    |
| Let Me Go (avec Hailee Steinfeld featuring Florida Georgia Line)                 | 2017   | 35        | 78        | 12        | 52        | —         | —         | ―         | —         | 33        | 30        | 60        | - GLF: 2× Platine - ARIA: 5× Platine - BPI: Platine - FIMI: Platine - IFPI DEN: Or - MC: 4× Platine - RIAA: Platine - RMNZ: Platine |                    |
| Is That for Me (avec Anitta)                                                     | 2017   | —         | —         | —         | —         | —         | —         | —         | —         | —         | —         | —         | |                    |
| Remedy                                                                           | 2018   | 30        | ―         | 49        | ―         | —         | —         | ―         | —         | 31        | ―         | ―         | - GLF: Platine - FIMI: Gold |                    |
| Tilted Towers                                                                    | 2018   | —         | —         | —         | —         | —         | —         | —         | —         | —         | —         | —         | | Ninjawerks: Vol. 1 |
| Sad Song (featuring Tini)                                                        | 2019   | 88        | —         | —         | —         | —         | —         | —         | —         | —         | —         | —         | |                    |
| In the Middle (avec Sumr Camp)                                                   | 2019   | —         | —         | —         | —         | —         | —         | —         | —         | —         | —         | —         | |                    |
| One Last Time (avec DubVision)                                                   | 2020   | —         | —         | —         | —         | —         | —         | —         | —         | —         | —         | —         | |                    |
| Midnight (featuring Liam Payne)                                                  | 2020   | 60        | —         | —         | —         | —         | —         | —         | —         | —         | —         | 97        | - MC: Or | LP1                |
| The End (avec Charlotte Lawrence)                                                | 2020   | —         | —         | —         | —         | —         | —         | —         | —         | —         | —         | —         | |                    |
| Leave a Little Love (avec Armin van Buuren)                                      | 2021   | ―         | ―         | ―         | ―         | —         | —         | ―         | —         | 62        | ―         | ―         | |                    |
| Going Dumb (avec Corsak & Stray Kids)                                            | 2021   | 63        | —         | —         | —         | —         | —         | —         | —         | —         | —         | —         | |                    |
| Chasing Stars (avec Marshmello featuring James Bay)                              | 2021   | 74        | ―         | ―         | ―         | 40        | —         | ―         | —         | —         | ―         | ―         | |                    |
| When I'm Gone (avec Katy Perry)                                                  | 2021   | 91        | 88        | 96        | ―         | 25        | 48        | ―         | ―         | 61        | 49        | ―         | |                    |
| Somebody to Use                                                                  | 2021   | —         | —         | —         | —         | —         | —         | —         | —         | —         | —         | —         | |                    |
| Dark                                                                             | 2022   | —         | —         | —         | —         | —         | —         | —         | —         | —         | —         | —         | |                    |
| Only You (avec Sentinel)                                                         | 2022   | —         | —         | —         | —         | —         | —         | —         | —         | —         | —         | —         | |                    |
| Words (avec Zara Larsson)                                                        | 2022   | 5         | —         | —         | —         | 26        | —         | —         | —         | 13        | 43        | —         | |                    |
| In My Feelings (avec Deniz Koyu)                                                 | 2022   | —         | —         | —         | —         | —         | —         | —         | —         | —         | —         | —         | |                    |
| We Go Out (avec Sick Individuals)                                                | 2022   | —         | —         | —         | —         | —         | —         | —         | —         | —         | —         | —         | |                    |
| Caught A Body (avec Ty Dolla Sign)                                               | 2023   | —         | —         | —         | —         | —         | —         | —         | —         | —         | —         | —         | |                    |
| Without You                                                                      | 2023   | —         | —         | —         | —         | —         | —         | —         | —         | —         | —         | —         | |                    |
| Call Your Name (avec John Newman)                                                | 2023   | —         | —         | —         | —         | —         | —         | —         | —         | —         | —         | —         | |                    |
| Free (avec Dillon Francis, Clementine Douglas)                                   | 2023   | —         | —         | —         | —         | —         | —         | —         | —         | —         | —         | —         | |                    |
| « — » signifie que le single n'est pas sorti ou ne s'est pas classé dans le pays |        |           |           |           |           |           |           |           |           |           |           |           | |                    |

### Autres productions
| Titre                    | Artiste(s)                  | Année | Album                |
| ------------------------ | --------------------------- | ----- | -------------------- |
| Numb                     | Usher                       | 2012  | Looking 4 Myself     |
| Queen of Your Dreams     | Example                     | 2012  | The Evolution of Man |
| Tension                  | Fergie                      | 2017  | Double Dutchess      |
| Anywhere                 | Rita Ora                    | 2017  | Phoenix              |
| Leave Before You Love Me | Marshmello & Jonas Brothers | 2021  |                      |

### Remixes
- 2010 : Tristan Garner & Gregori Klosman - Fuckin' Down (Alesso Remix)
- 2010 : Tim Berg - Alcoholic (Alesso Taking It Back Remix)
- 2010 : Deniz Koyu featuring Shena - Time of Our Lives (Alesso Remix)
- 2011 : Therese - Drop It Like It's Hot (Alesso Remix)
- 2011 : Dúné - Heiress of Valentina (Alesso Remix)
- 2011 : Erik Holmberg & Niko Bellotto featuring JB - Running Up that Hill (Alesso Remix)
- 2011 : Nadia Ali & Starkillers & Alex Kenji - Pressure (Alesso Remix)
- 2011 : Swedish House Mafia - Save the World (Alesso Remix)
- 2011 : DEVolution - Good Love (Alesso Remix)
- 2011 : LMFAO featuring Lauren Bennett & GoonRock - Party Rock Anthem (Alesso Remix)
- 2011 : David Guetta featuring Sia - Titanium (Alesso Remix)
- 2011 : Jasper Forks - River Flows In You (Alesso Remix)
- 2012 : Tim Berg - Love In Rhythm Of Equalizers (Alesso Remix)
- 2012 : Arty - When I See You (Alesso Mix)
- 2012 : Keane - Silenced by the Night (Alesso Remix)
- 2013 : OneRepublic vs. Alesso - If I Lose Myself (Alesso Remix)
- 2014 : Baroni featuring JB - Running Up that Hill (Alesso Remix)
- 2015 : Maroon 5 vs. Alesso - This Summer (Alesso Remix)
- 2016 : Alesso - I Wanna Know (Alesso & Deniz Koyu Remix)
- 2016 : Jolin Tsai - Play (Alesso Remix)
- 2017 : The Chainsmokers & Coldplay - Something Just like This (Alesso Remix)
- 2017 : J. Balvin & Willy William - Mi gente (Alesso Remix)
- 2018 : Anitta & Mc Zaac & Maejor featuring Tropkillaz & DJ Yuri Martins - Vai Malandra (Alesso & KO:YU Remix)
- 2019 : Alesso - Time (Alesso & Deniz Koyu Remix)
- 2019 : Alesso featuring Tini - Sad Song (Alesso Remix)
- 2020 :  Alesso featuring Liam Payne - Midnight (Alesso & Esh Remix)
- 2021 : Alesso & Marshmello featuring James Bay - Chasing Stars (VIP Mix)
- 2021 : Alesso - Somebody to Use (Toxic Mix)
- 2022 : Alesso & Katy Perry - When I'm Gone (VIP Mix)
- 2022 : Alesso & Sentinel - Only You (Alesso Club Mix)
- 2022 : Alesso & Zara Larsson - Words (Alesso VIP Mix)
- 2022 : S3BZS - MONTAGEM PR FUNK (Alesso Mix)

### Clips
| Année | Vidéo                                    | Directeur        |
| ----- | ---------------------------------------- | ---------------- |
| 2012  | Years (featuring Matthew Koma)           | Henrik Hanson    |
| 2014  | Tear the Roof Up                         | Drew Cox         |
| 2014  | Heroes (We Could Be) (featuring Tove Lo) | Emil Nava        |
| 2015  | Cool (featuring Roy English)             | Emil Nava        |
| 2015  | Sweet Escape (featuring Sirena)          | MIE              |
| 2016  | I Wanna Know (featuring Nico & Vinz)     | Colin Tilley     |
| 2017  | Falling                                  | Henrik Hanson    |
| 2017  | Is That for Me (avec Anitta)             | Manuel Nogueira  |
| 2018  | Remedy                                   | Rudy Mancuso     |
| 2019  | Time                                     |                  |
| 2019  | Progresso                                | Brennan Karem    |
| 2022  | When I'm Gone (avec Katy Perry)          | Hannah Lux Davis |

### Source
- Jordan Diaz et Ludovic Rambaud, « Alesso : sur un nuage », DJ Magazine, no 10,‎ juin/juillet 2015, p. 14 à 17 (ISSN 0951-5143).